# Vamos a bailar
Vamos a Bailar (Esta vida nueva) ist ein Lied der Mailänder Musikerinnen Paola & Chiara. Es ist die erste Single aus dem dritten Album „Television“ des Duos, die im Sommer 2000 herauskam.

## Inhalt und Hintergrund
In dem Lied geht es um eine Frau, die ihren Geliebten verlässt, weil sie mehr brauche, als er ihr gebe.
Der Song wurde 2000 von Columbia Records als Single veröffentlicht. Produziert wurde Vamos a Bailar von Paola & Chiara selbst sowie Roberto Baldi. Sie ist die meistverkaufte Single der Gruppe und wurde weltweit veröffentlicht. Zudem erschienen Versionen in englischer und spanischer Sprache.

## Chartplatzierungen
In Italien platzierte sich Vamos a Bailar für vier Wochen auf Platz eins. Die Single hielt sich für weitere sechs Wochen auf dem zweiten Platz.
| ChartsChartplatzierungen | Höchstplatzierung | Wochen |
| ------------------------ | ----------------- | ------ |
| Deutschland (GfK)        | 29 (9 Wo.)        | 9      |
| Italien (FIMI)           | 1 (26 Wo.)        | 26     |
| Schweiz (IFPI)           | 13 (26 Wo.)       | 26     |

## Titelliste der Single
Maxi-Single
| #  | Titel                                                     | Länge |
| -- | --------------------------------------------------------- | ----- |
| 1. | Vamos a bailar (esta vida nueva) (Remix Extended Version) | 5:29  |
| 2. | Vamos a bailar (esta vida nueva) (Remix Radio Version)    | 3:41  |
| 3. | Vamos a bailar (esta vida nueva) (Additional Version)     | 5:39  |
| 4. | Vamos a bailar (esta vida nueva) (Pool-K Remix Extended)  | 5:53  |
| 5. | Vamos a bailar (esta vida nueva) (Album Version)          | 4:01  |
| 6. | Vamos a bailar (esta vida nueva) (Spanish Version)        | 4:00  |